# Roch Grabkowski
Roch Grabkowski herbu Jastrzębiec – miecznik chęciński w latach 1785–1804, wojski mniejszy chęciński w latach 1784–1785, skarbnik chęciński w latach 1779–1784.
Był komisarzem Sejmu Czteroletniego z powiatu chęcińskiego województwa sandomierskiego do szacowania intrat dóbr ziemskich w 1789 roku.